# Eutachycines paulus
Eutachycines paulus är en insektsart som först beskrevs av Andrej Vasiljevitj Gorochov 1992.  Eutachycines paulus ingår i släktet Eutachycines och familjen grottvårtbitare. Inga underarter finns listade i Catalogue of Life.